# François Couperin l'Ancien
François Couperin (Chaumes-en-Brie, ca. 1631 – Parijs, tussen 1708 en 1712) was een Franse organist, klavecinist en maître de musique, lid van de familie Couperin en een broer van Louis Couperin.
Tegen 1656 wordt hij vermeld als kleermaker. In de huwelijksakte van zijn petekind François wordt hij aangeduid als maistre joueur d'instrumens de musique et bourgeois de Paris. Geen enkel document geeft zijn professie aan; verondersteld wordt dat hij betrokken was in de muziekactiviteiten van de familie (lesgeven; secretarieel werk) en dat hij inkomsten had van de grond die hij van zijn vader had geërfd in 1657. 
Na zijn aankomst in Parijs heeft hij tijdelijk in het appartement gewoond dat zijn broer bewoonde als organist van de Saint-Servais. Van zijn vier kinderen oefenden er drie het beroep van musicus uit: Marguerite-Louise (1676), Marie-Anne (1677) en Nicolas (1680).
Er is geen muziek van hem bekend. François Couperin kwam door een verkeersongeluk om het leven.